# Arcidiecéze přemyšlská
Arcidiecéze přemyšlská (latinsky Archidioecesis Premisliensis Latinorum) je římskokatolická metropolitní arcidiecéze v Polsku, která je centrem přemyšlské církevní provincie. Jejími sufragánními diecézemi jsou Diecéze řešovská a Diecéze zamośćsko-lubaczowská.

## Stručná historie
Již od poloviny 14. století působili v Přemyšlu titulární biskupové, někteří pomocní v Hnězdně. O diecézích v oblasti nebylo jasno ani v Římě, v roce 1372 papež Řehoř XI. nechal zkoumat, zda jsou diecéze Přemyšl, Halyč, Lodoměř a Chelm kanonicky ustanovené. Komise k tomu suatnovená je potvrdila, atak roku 1375 týž papež vydal bulu, v níž mluví o těchto diecézích jako skutečných, potvrzuje je a pro jistotu znovu kanonicky zřizuje. Metropolí pro ně byla arcidiecéze halyčská, později přenesená do Lvova. V rámci reorganizace polské diecézní struktury papež Jan Pavel II. vydal dne 25. března 1992 bulu Totus Tuus Poloniae populus, kterou diecézi přemyšlskou povýšil na metropolitní arcidiecézi a vytvořil její církevní provincii.